# أندرياس بولسن
أندرياس بولسن (بالدنماركية: Andreas Paulsen) (و. 1836 – 1915 م) هو نحات دنماركي، توفي عن عمر يناهز 79 عاماً.